# Os angulaire

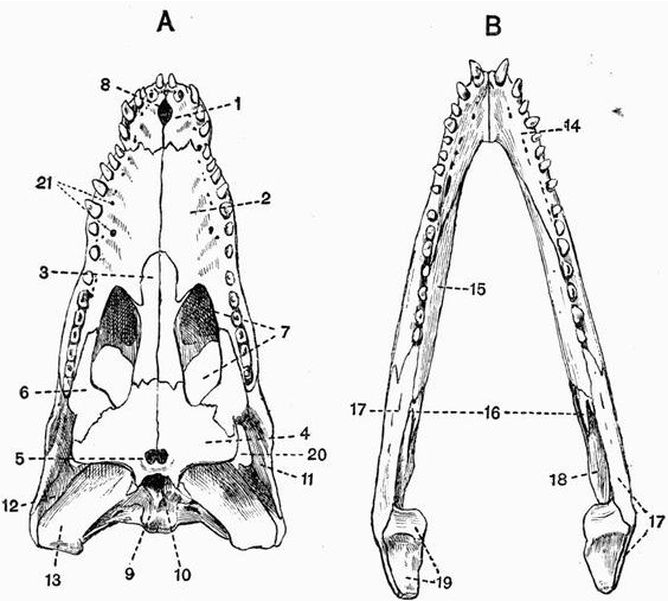
Schéma d'une mâchoire montrant l'os angulaire (B, n°18).

 (juin 2015).
Si vous disposez d'ouvrages ou d'articles de référence ou si vous connaissez des sites web de qualité traitant du thème abordé ici, merci de compléter l'article en donnant les références utiles à sa vérifiabilité et en les liant à la section « Notes et références ».
L'angulaire est un os de la mâchoire inférieure (mandibule) des amphibiens et reptiles (oiseaux inclus). Il est relié avec tous les os de la mâchoire inférieure : le dentaire (qui est toute la mâchoire inférieure chez les mammifères), le splénial, le surangulaire et l'articulaire. Il est homologue à l'os du tympan chez les mammifères, en raison de l'incorporation de plusieurs os de la mâchoire à l'oreille moyenne des mammifères au cours de l'évolution.